# باسكال بواسون
باسكال بواسون (بالفرنسية: Pascal Poisson)‏ مواليد 29 يونيو 1958 في فرنسا، هو دراج فرنسي سابق في صنف سباق الدراجات على الطريق. سبق أن شارك في دورة الألعاب الأولمبية الصيفية.

## سجل النتائج

### سباقات أو مراحل فاز بها
- طواف فرنسا
- طواف إسبانيا

## وصلات خارجية
- الموقع الرسمي

## روابط خارجية
- باسكال بواسون على موقع أرشيف الدراجات (الإنجليزية)
- باسكال بواسون على موقع إحصائيات الدراجات الإحترافية (الإنجليزية)
- باسكال بواسون على موقع CycleBase (الإنجليزية)
- باسكال بواسون على موقع أوليمبيديا (الإنجليزية)